# Лангнау-ам-Альбіс
Лангнау-ам-Альбіс (нім. Langnau am Albis) — громада  в Швейцарії в кантоні Цюрих, округ Горген.

## Географія
Громада розташована на відстані близько 95 км на північний схід від Берна, 10 км на південь від Цюриха.
Лангнау-ам-Альбіс має площу 8,7 км², з яких на 25,1% дозволяється будівництво (житлове та будівництво доріг), 25,7% використовуються в сільськогосподарських цілях, 47,6% зайнято лісами, 1,5% не є продуктивними (річки, льодовики або гори).

## Демографія
2019 року в громаді мешкало 7727 осіб (+6,3% порівняно з 2010 роком), іноземців було 27,8%. Густота населення становила 891 осіб/км².
За віковим діапазоном населення розподілялося таким чином: 21,4% — особи молодші 20 років, 57,7% — особи у віці 20—64 років, 21% — особи у віці 65 років та старші. Було 3297 помешкань (у середньому 2,3 особи в помешканні).
Із загальної кількості 1533 працюючих 21 був зайнятий в первинному секторі, 181 — в обробній промисловості, 1331 — в галузі послуг.